# Ectoedemia ilicis
Ectoedemia ilicis là một loài bướm đêm thuộc họ Nepticulidae. Nó được tìm thấy ở miền tây Mediterranean Region, in miền nam Pháp và bán đảo Iberia.
Sải cánh dài 5.1-7.2 mm. Con trưởng thành bay từ tháng 3 đến the end of tháng 6. Có một lứa một năm.
Ấu trùng ăn Quercus coccifera, Quercus ilex, Quercus ilex rotundifolia và Quercus suber. Chúng ăn lá nơi chúng làm tổ.

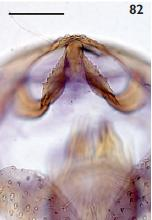
Male genitalia
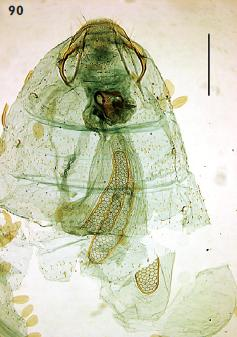
Female genitalia
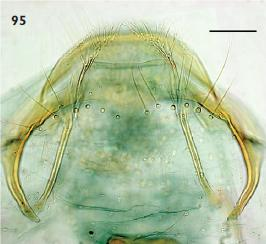
Female terminal abdominal segment